# Карья (совхоз)
 Опо́рно-показа́тельный совхо́з «Ка́рья» (эст. Karja näidissovhoos) — государственное сельскохозяйственное предприятие советской Эстонии. Находился в Кингисеппском районе. Центральная усадьба совхоза располагалась в деревне Карья.

## В Советской Эстонии
Совхоз был создан в 1946 году. Являлся опытным хозяйством Научно-исследовательского института земледелия и мелиорации Эстонской ССР.
Общий земельный фонд совхоза составлял 11,7 тысяч гектаров, сельскохозяйственные угодья — 4,5 тысяч гектаров, сельскохозяйственным производством в 1977 году был занят 321 человек, средняя численность работников в 1978 году составила 357 человек.
Основные отрасли производства — племенное скотоводство, свиноводство.
На территории совхоза была расположена опытная станция (основанная в 1945 году как опытный пункт), которая успешно вела исследования по выращиванию серповидной люцерны. Заведующим станцией был Герой Социалистического Труда Вольдемар Лаур.
Директором совхоза с 1975 года был Юрий Лаатс (Juri Laats, род. 1932).
В 1977 году, учитывая почвенно-климатические условия острова Сааремаа, хозяйство вырастило хороший урожай полевых трав (43,9 центнера с гектара). 

## В независимой Эстонии
После отделения Эстонии от Советского Союза Опорно-показательный совхоз «Карья», как и все социалистические хозяйства страны, прекратил своё существование. Его деятельность была окончательно завершена в 1993 году.